# Kramsfågel
Kramsfågel är ett gammalt namn för ätbara småfåglar, främst trastar men även domherrar, sidensvansar, lärkor och starar. Man fångade fåglarna på hösten när de var som fetast. Man tillagade raguer och pastejer av dem.